# Lekkoatletyka na Letnich Igrzyskach Olimpijskich 1936 – bieg na 3000 m z przeszkodami mężczyzn

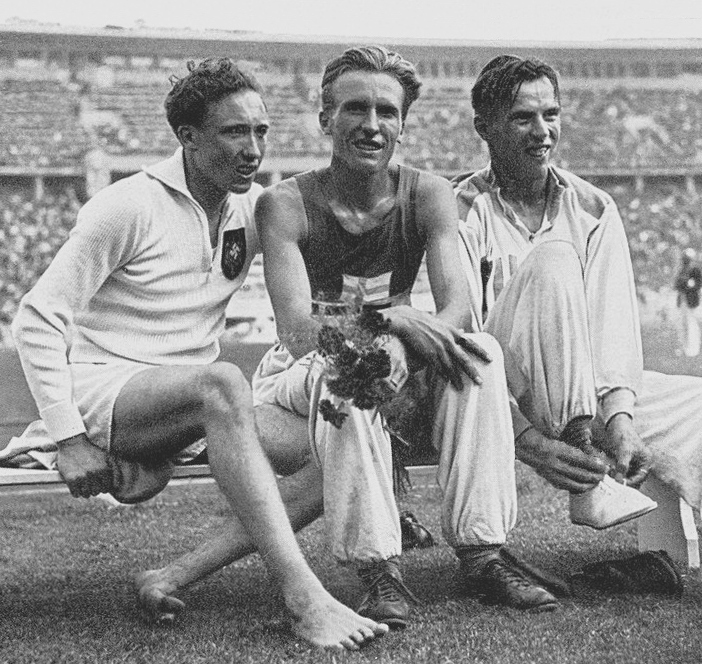
Zwycięzcy biegu. Od lewej: Alfred Dompert, Volmari Iso-Hollo i Kaarlo Tuominen

Bieg na 3000 metrów z przeszkodami mężczyzn był jedną z konkurencji rozgrywanych podczas XI Letnich Igrzysk Olimpijskich. Biegi zostały rozegrane w dniach 3 i 8 sierpnia 1936 roku na Stadionie Olimpijskim w Berlinie. Wystartowało 28 zawodników z 13 krajów.  Zwycięzca Volmari Iso-Hollo ustanowił w finale nieoficjalny rekord świata z czasem 9:03,8.

## Rekordy
|                   | Zawodnik          | Wynik  | Miejsce     | Data                 |
| ----------------- | ----------------- | ------ | ----------- | -------------------- |
| Rekord świata     | Harold Manning    | 9:08,2 | Nowy Jork   | 12 lipca 1936(dts)   |
| Rekord olimpijski | Volmari Iso-Hollo | 9:14,6 | Los Angeles | 1 sierpnia 1932(dts) |

## Terminarz
| Data            |            | Godzina |
| --------------- | ---------- | ------- |
| 3 sierpnia 1936 | Eliminacje | 18.00   |
| 8 sierpnia 1936 | Finał      | 16:00   |

## Wyniki

### Eliminacje
Z każdego z 3 biegów do finału awansowało po czterech najlepszych zawodników.

#### Bieg 1
| Poz. | Zawodnik          | Reprezentacja     | Czas   | Uwagi |
| ---- | ----------------- | ----------------- | ------ | ----- |
| 1.   | Alfred Dompert    | III Rzesza        | 9:27,2 | Q     |
| 2.   | Martti Matilainen | Finlandia         | 9:28,4 | Q     |
| 3.   | Voldemārs Vītols  | Łotwa             | 9:28,8 | Q     |
| 4.   | Glen Dawson       | Stany Zjednoczone | 9:29,2 | Q     |
| 5.   | Thomas Evenson    | Wielka Brytania   | 9:41,2 |       |
| 6.   | Harry Ekman       | Szwecja           | 9:43,2 |       |
| 7.   | Bedřich Hošek     | Czechosłowacja    |        |       |
| 8.   | Giuseppe Lippi    | Włochy            |        |       |
| 9.   | Roger Cuzol       | Francja           |        |       |
| –    | René Geeraert     | Belgia            | DNS    |       |
| –    | Konstandin Gutis  | Grecja            | DNS    |       |

#### Bieg 2
| Poz. | Zawodnik           | Reprezentacja     | Czas    | Uwagi |
| ---- | ------------------ | ----------------- | ------- | ----- |
| 1.   | Volmari Iso-Hollo  | Finlandia         | 9:34,0  | Q     |
| 2.   | Harold Manning     | Stany Zjednoczone | 9:34,8  | Q     |
| 3.   | Willi Heyn         | III Rzesza        | 9:41,2  | Q     |
| 4.   | Harry Holmqvist    | Szwecja           | 9:44,4  | Q     |
| 5.   | Jenő Szilágyi      | Węgry             | 9:53,4  |       |
| 6.   | Oscar Van Rumst    | Belgia            | 10:05,0 |       |
| 7.   | René Desroches     | Francja           |         |       |
| 8.   | Václav Hošek       | Czechosłowacja    |         |       |
| 9.   | Tetsuo Imai        | Japonia           |         |       |
| –    | Ferdinand Friebe   | Austria           | DNS     |       |
| –    | Stawros Welkopulos | Grecja            | DNS     |       |

#### Bieg 3

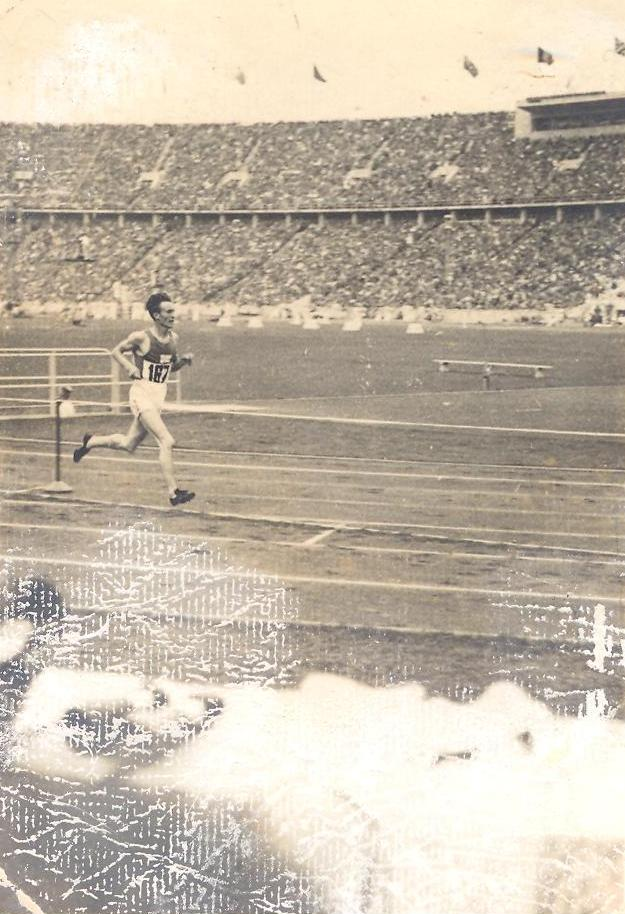
Volmari Iso-Hollo podczas biegu)

| Poz. | Zawodnik          | Reprezentacja     | Czas    | Uwagi |
| ---- | ----------------- | ----------------- | ------- | ----- |
| 1.   | Kaarlo Tuominen   | Finlandia         | 9:40,4  | Q     |
| 2.   | Joe McCluskey     | Stany Zjednoczone | 9:45,2  | Q     |
| 3.   | Roger Rérolle     | Francja           | 9:50,6  | Q     |
| 4.   | Lars Larsson      | Szwecja           | 9:52,4  | Q     |
| 5.   | James Ginty       | Wielka Brytania   | 9:56,6  |       |
| 6.   | Hideo Tanaka      | Japonia           | 10:00,4 |       |
| 7.   | Bruno Betti       | Włochy            |         |       |
| 8.   | Josef Hušek       | Czechosłowacja    |         |       |
| 9.   | Ladislaus Simacek | Austria           |         |       |
| –    | Hans Raff         | III Rzesza        | DNF     |       |
| –    | Raunaq Singh Gill | Indie Brytyjskie  | DNS     |       |

### Finał
| Poz. | Zawodnik          | Reprezentacja     | Czas   | Uwagi |
| ---- | ----------------- | ----------------- | ------ | ----- |
| 1.   | Volmari Iso-Hollo | Finlandia         | 9:03,8 | [ 1 ] |
| 2.   | Kaarlo Tuominen   | Finlandia         | 9:06,8 |       |
| 3.   | Alfred Dompert    | III Rzesza        | 9:07,2 |       |
| 4.   | Martti Matilainen | Finlandia         | 9:09,0 |       |
| 5.   | Harold Manning    | Stany Zjednoczone | 9:11,2 |       |
| 6.   | Lars Larsson      | Szwecja           | 9:16,6 |       |
| 7.   | Voldemārs Vītols  | Łotwa             | 9:18,8 |       |
| 8.   | Glen Dawson       | Stany Zjednoczone | 9:21,1 |       |
| 9.   | Willi Heyn        | III Rzesza        | 9:26,4 |       |
| 10.  | Joe McCluskey     | Stany Zjednoczone | 9:29,4 |       |
| 11.  | Roger Rérolle     | Francja           | 9:40,8 |       |
| –    | Harry Holmqvist   | Szwecja           | DNF    |       |